# Joakim Mæhle
Joakim Mæhle Pedersen (Frederikshavn, 20 maggio 1997) è un calciatore danese, difensore del Wolfsburg e della nazionale danese.

## Caratteristiche tecniche
Di ruolo terzino destro, può giocare anche da esterno di centrocampo, oltre che sulla fascia sinistra. Forte fisicamente, dispone di buona velocità ed è abile nel fornire assist ai compagni grazie alle sue capacità da crossatore. Resistente e forte in progressione, sa farsi valere in entrambe le fasi di gioco. Dotato di buona tecnica, è abile nel saltare il diretto avversario in dribbling.

## Carriera

### Club

#### Gli inizi
Cresciuto nell'Østervrå, nel 2016 passa all'Aalborg, con cui ha esordito tra i professionisti. Il 9 maggio 2017 lascia il club per accasarsi al Genk, dove rimpiazza il partente Timothy Castagne.

#### Atalanta
Il 30 dicembre 2020 viene annunciato l'acquisto del terzino danese da parte dell'Atalanta, dove va a rimpiazzare nuovamente Castagne. Il trasferimento viene formalizzato il 4 gennaio 2021, data ufficiale di apertura del calciomercato invernale. Due giorni dopo Mæhle esordisce coi bergamaschi nel successo per 3-0 contro il Parma, sostituendo al 65' Robin Gosens. A Bergamo trova spazio sin da subito, disputando 25 partite tra campionato e coppe (di cui 17 da titolare), fornendo 2 assist.
Il 9 gennaio 2022 segna il suo primo gol in Serie A nel successo per 6-2 sul campo dell'Udinese.

#### Wolfsburg
Il 12 agosto 2023, Mæhle viene acquistato dal Wolfsburg, in Bundesliga, per circa 13 milioni di euro, firmando un contratto quadriennale con il club tedesco e lasciando gli orobici dopo tre stagioni. Il giorno dopo esordisce con i tedeschi nella partita di Coppa di Germania, giocando titolare la sfida in casa del TuS Makkabi, vinta per 6-0. Il 19 agosto esordisce anche in Bundesliga nel successo interno contro l'Heidenheim per 2-0. Segna il suo primo gol contro nella vittoria 2-1 contro l'Union Berlino.

### Nazionale
Il 5 settembre 2020 debutta in nazionale maggiore nella sconfitta per 0-2 contro il Belgio in UEFA Nations League. Viene poi convocato per gli europei, in cui va a segno nel successo per 4-1 contro la Russia che consente ai danesi di andare agli ottavi. Ed è proprio agli ottavi che va nuovamente in gol nel successo per 4-0 contro il Galles.
Nel novembre del 2022, viene incluso dal CT Kasper Hjulmand nella rosa partecipante ai Mondiali di calcio in Qatar.

## Statistiche

### Presenze e reti nei club
Statistiche aggiornate al 17 maggio 2025.
| Stagione         | Squadra          | Campionato       | Campionato | Campionato | Coppe nazionali | Coppe nazionali | Coppe nazionali | Coppe europee | Coppe europee | Coppe europee | Altre coppe | Altre coppe | Altre coppe | Totale | Totale |
| Stagione         | Squadra          | Comp             | Pres       | Reti       | Comp            | Pres            | Reti            | Comp          | Pres          | Reti          | Comp        | Pres        | Reti        | Pres   | Reti   |
| ---------------- | ---------------- | ---------------- | ---------- | ---------- | --------------- | --------------- | --------------- | ------------- | ------------- | ------------- | ----------- | ----------- | ----------- | ------ | ------ |
| 2016-2017        | Aalborg          | SL               | 17+7       | 1+0        | CD              | 3               | 0               | -             | -             | -             | -           | -           | -           | 27     | 1      |
| 2017-2018        | Genk             | D1               | 20+5       | 0          | CB              | 2               | 0               | -             | -             | -             | -           | -           | -           | 27     | 0      |
| 2018-2019        | Genk             | D1               | 30+9       | 2+1        | CB              | 2               | 1               | UEL           | 13            | 0             | -           | -           | -           | 54     | 4      |
| 2019-2020        | Genk             | D1               | 25         | 0          | CB              | 2               | 1               | UCL           | 6             | 0             | -           | -           | -           | 33     | 1      |
| 2020-gen. 2021   | Genk             | D1               | 16         | 1          | CB              | -               | -               | -             | -             | -             | -           | -           | -           | 16     | 1      |
| Totale Genk      | Totale Genk      | Totale Genk      | 91+14      | 4          |                 | 6               | 2               |               | 19            | 0             |             | -           | -           | 130    | 6      |
| gen.-giu. 2021   | Atalanta         | A                | 20         | 0          | CI              | 3               | 0               | UCL           | 2             | 0             | -           | -           | -           | 25     | 0      |
| 2021-2022        | Atalanta         | A                | 26         | 1          | CI              | 1               | 1               | UCL+UEL       | 5+3           | 0+1           | -           | -           | -           | 35     | 3      |
| 2022-2023        | Atalanta         | A                | 34         | 3          | CI              | 2               | 0               | -             | -             | -             | -           | -           | -           | 36     | 3      |
| Totale Atalanta  | Totale Atalanta  | Totale Atalanta  | 80         | 4          |                 | 6               | 1               |               | 10            | 1             |             | -           | -           | 96     | 6      |
| 2023-2024        | Wolfsburg        | BL               | 30         | 2          | CG              | 3               | 0               | -             | -             | -             | -           | -           | -           | 33     | 2      |
| 2024-2025        | Wolfsburg        | BL               | 28         | 3          | CG              | 3               | 0               | -             | -             | -             | -           | -           | -           | 31     | 3      |
| Totale Wolfsburg | Totale Wolfsburg | Totale Wolfsburg | 58         | 5          |                 | 6               | 0               |               | -             | -             |             | -           | -           | 64     | 5      |
| Totale carriera  | Totale carriera  | Totale carriera  | 241        | 11         |                 | 18              | 3               |               | 29            | 1             |             | -           | -           | 288    | 15     |

### Cronologia presenze e reti in nazionale
| Cronologia completa delle presenze e delle reti in nazionale ― Danimarca | Cronologia completa delle presenze e delle reti in nazionale ― Danimarca | Cronologia completa delle presenze e delle reti in nazionale ― Danimarca | Cronologia completa delle presenze e delle reti in nazionale ― Danimarca | Cronologia completa delle presenze e delle reti in nazionale ― Danimarca | Cronologia completa delle presenze e delle reti in nazionale ― Danimarca | Cronologia completa delle presenze e delle reti in nazionale ― Danimarca | Cronologia completa delle presenze e delle reti in nazionale ― Danimarca |
| Data                                                                     | Città                                                                    | In casa                                                                  | Risultato                                                                | Ospiti                                                                   | Competizione                                                             | Reti                                                                     | Note                                                                     |
| ------------------------------------------------------------------------ | ------------------------------------------------------------------------ | ------------------------------------------------------------------------ | ------------------------------------------------------------------------ | ------------------------------------------------------------------------ | ------------------------------------------------------------------------ | ------------------------------------------------------------------------ | ------------------------------------------------------------------------ |
| 5-9-2020                                                                 | Copenaghen                                                               | Danimarca                                                                | 0 – 2                                                                    | Belgio                                                                   | UEFA Nations League 2020-2021 - 1º turno                                 | -                                                                        | 72’                                                                      |
| 7-10-2020                                                                | Herning                                                                  | Danimarca                                                                | 4 – 0                                                                    | Fær Øer                                                                  | Amichevole                                                               | 1                                                                        |                                                                          |
| 11-10-2020                                                               | Reykjavík                                                                | Islanda                                                                  | 0 – 3                                                                    | Danimarca                                                                | UEFA Nations League 2020-2021 - 1º turno                                 | -                                                                        | 79’                                                                      |
| 14-10-2020                                                               | Londra                                                                   | Inghilterra                                                              | 0 – 1                                                                    | Danimarca                                                                | UEFA Nations League 2020-2021 - 1º turno                                 | -                                                                        | 46’                                                                      |
| 11-11-2020                                                               | Brøndby                                                                  | Danimarca                                                                | 2 – 0                                                                    | Svezia                                                                   | Amichevole                                                               | -                                                                        | 81’                                                                      |
| 18-11-2020                                                               | Lovanio                                                                  | Belgio                                                                   | 4 – 2                                                                    | Danimarca                                                                | UEFA Nations League 2020-2021 - 1º turno                                 | -                                                                        |                                                                          |
| 25-3-2021                                                                | Tel Aviv                                                                 | Israele                                                                  | 0 – 2                                                                    | Danimarca                                                                | Qual. Mondiali 2022                                                      | -                                                                        | 86’                                                                      |
| 31-3-2021                                                                | Vienna                                                                   | Austria                                                                  | 0 – 4                                                                    | Danimarca                                                                | Qual. Mondiali 2022                                                      | 1                                                                        |                                                                          |
| 2-6-2021                                                                 | Innsbruck                                                                | Germania                                                                 | 1 – 1                                                                    | Danimarca                                                                | Amichevole                                                               | -                                                                        |                                                                          |
| 6-6-2021                                                                 | Brøndby                                                                  | Danimarca                                                                | 2 – 0                                                                    | Bosnia ed Erzegovina                                                     | Amichevole                                                               | -                                                                        | 70’                                                                      |
| 12-6-2021                                                                | Copenaghen                                                               | Danimarca                                                                | 0 – 1                                                                    | Finlandia                                                                | Euro 2020 - 1º turno                                                     | -                                                                        |                                                                          |
| 17-6-2021                                                                | Copenaghen                                                               | Danimarca                                                                | 1 – 2                                                                    | Belgio                                                                   | Euro 2020 - 1º turno                                                     | -                                                                        |                                                                          |
| 21-6-2021                                                                | Copenaghen                                                               | Russia                                                                   | 1 – 4                                                                    | Danimarca                                                                | Euro 2020 - 1º turno                                                     | 1                                                                        |                                                                          |
| 26-6-2021                                                                | Amsterdam                                                                | Galles                                                                   | 0 – 4                                                                    | Danimarca                                                                | Euro 2020 - Ottavi di finale                                             | 1                                                                        |                                                                          |
| 3-7-2021                                                                 | Baku                                                                     | Rep. Ceca                                                                | 1 – 2                                                                    | Danimarca                                                                | Euro 2020 - Quarti di finale                                             | -                                                                        |                                                                          |
| 7-7-2021                                                                 | Londra                                                                   | Inghilterra                                                              | 2 – 1 dts                                                                | Danimarca                                                                | Euro 2020 - Semifinale                                                   | -                                                                        |                                                                          |
| 1-9-2021                                                                 | Copenaghen                                                               | Danimarca                                                                | 2 – 0                                                                    | Scozia                                                                   | Qual. Mondiali 2022                                                      | 1                                                                        |                                                                          |
| 4-9-2021                                                                 | Tórshavn                                                                 | Fær Øer                                                                  | 0 – 1                                                                    | Danimarca                                                                | Qual. Mondiali 2022                                                      | -                                                                        | 46’                                                                      |
| 7-9-2021                                                                 | Copenaghen                                                               | Danimarca                                                                | 5 – 0                                                                    | Israele                                                                  | Qual. Mondiali 2022                                                      | -                                                                        |                                                                          |
| 9-10-2021                                                                | Chișinău                                                                 | Moldavia                                                                 | 0 – 4                                                                    | Danimarca                                                                | Qual. Mondiali 2022                                                      | 1                                                                        |                                                                          |
| 12-10-2021                                                               | Copenaghen                                                               | Danimarca                                                                | 1 – 0                                                                    | Austria                                                                  | Qual. Mondiali 2022                                                      | 1                                                                        |                                                                          |
| 12-11-2021                                                               | Copenaghen                                                               | Danimarca                                                                | 3 – 1                                                                    | Fær Øer                                                                  | Qual. Mondiali 2022                                                      | 1                                                                        |                                                                          |
| 15-11-2021                                                               | Glasgow                                                                  | Scozia                                                                   | 2 – 0                                                                    | Danimarca                                                                | Qual. Mondiali 2022                                                      | -                                                                        |                                                                          |
| 26-3-2022                                                                | Amsterdam                                                                | Paesi Bassi                                                              | 4 – 2                                                                    | Danimarca                                                                | Amichevole                                                               | -                                                                        |                                                                          |
| 29-3-2022                                                                | Copenaghen                                                               | Danimarca                                                                | 3 – 0                                                                    | Serbia                                                                   | Amichevole                                                               | 1                                                                        |                                                                          |
| 3-6-2022                                                                 | Saint-Denis                                                              | Francia                                                                  | 1 – 2                                                                    | Danimarca                                                                | UEFA Nations League 2022-2023 - 1º turno                                 | -                                                                        |                                                                          |
| 6-6-2022                                                                 | Vienna                                                                   | Austria                                                                  | 1 – 2                                                                    | Danimarca                                                                | UEFA Nations League 2022-2023 - 1º turno                                 | -                                                                        | 66’                                                                      |
| 10-6-2022                                                                | Copenaghen                                                               | Danimarca                                                                | 0 – 1                                                                    | Croazia                                                                  | UEFA Nations League 2022-2023 - 1º turno                                 | -                                                                        |                                                                          |
| 13-6-2022                                                                | Copenaghen                                                               | Danimarca                                                                | 2 – 0                                                                    | Austria                                                                  | UEFA Nations League 2022-2023 - 1º turno                                 | -                                                                        | 49’                                                                      |
| 22-9-2022                                                                | Zagabria                                                                 | Croazia                                                                  | 2 – 1                                                                    | Danimarca                                                                | UEFA Nations League 2022-2023 - 1º turno                                 | -                                                                        |                                                                          |
| 25-9-2022                                                                | Copenaghen                                                               | Danimarca                                                                | 2 – 0                                                                    | Francia                                                                  | UEFA Nations League 2022-2023 - 1º turno                                 | -                                                                        |                                                                          |
| 22-11-2022                                                               | Al Rayyan                                                                | Danimarca                                                                | 0 – 0                                                                    | Tunisia                                                                  | Mondiali 2022 - 1º turno                                                 | -                                                                        |                                                                          |
| 26-11-2022                                                               | Doha                                                                     | Francia                                                                  | 2 – 1                                                                    | Danimarca                                                                | Mondiali 2022 - 1º turno                                                 | -                                                                        |                                                                          |
| 30-11-2022                                                               | Al Wakrah                                                                | Australia                                                                | 1 – 0                                                                    | Danimarca                                                                | Mondiali 2022 - 1º turno                                                 | -                                                                        | 69’                                                                      |
| 23-3-2023                                                                | Copenaghen                                                               | Danimarca                                                                | 3 – 1                                                                    | Finlandia                                                                | Qual. Euro 2024                                                          | -                                                                        | 18’ 65’                                                                  |
| 26-3-2023                                                                | Astana                                                                   | Kazakistan                                                               | 3 – 2                                                                    | Danimarca                                                                | Qual. Euro 2024                                                          | -                                                                        | 83’                                                                      |
| 16-6-2023                                                                | Copenaghen                                                               | Danimarca                                                                | 1 – 0                                                                    | Irlanda del Nord                                                         | Qual. Euro 2024                                                          | -                                                                        | 73’                                                                      |
| 7-9-2023                                                                 | Copenaghen                                                               | Danimarca                                                                | 4 – 0                                                                    | San Marino                                                               | Qual. Euro 2024                                                          | 1                                                                        |                                                                          |
| 10-9-2023                                                                | Helsinki                                                                 | Finlandia                                                                | 0 – 1                                                                    | Danimarca                                                                | Qual. Euro 2024                                                          | -                                                                        |                                                                          |
| 14-10-2023                                                               | Copenaghen                                                               | Danimarca                                                                | 3 – 1                                                                    | Kazakistan                                                               | Qual. Euro 2024                                                          | -                                                                        |                                                                          |
| 17-10-2023                                                               | Serravalle                                                               | San Marino                                                               | 1 – 2                                                                    | Danimarca                                                                | Qual. Euro 2024                                                          | -                                                                        | 90+2’                                                                    |
| 17-11-2023                                                               | Copenaghen                                                               | Danimarca                                                                | 2 – 1                                                                    | Slovenia                                                                 | Qual. Euro 2024                                                          | 1                                                                        |                                                                          |
| 23-3-2024                                                                | Copenaghen                                                               | Danimarca                                                                | 0 – 0                                                                    | Svizzera                                                                 | Amichevole                                                               | -                                                                        |                                                                          |
| 5-6-2024                                                                 | Copenaghen                                                               | Danimarca                                                                | 2 – 1                                                                    | Svezia                                                                   | Amichevole                                                               | -                                                                        |                                                                          |
| 8-6-2024                                                                 | Brøndbyvester                                                            | Danimarca                                                                | 3 – 1                                                                    | Norvegia                                                                 | Amichevole                                                               | -                                                                        | 63’                                                                      |
| 16-6-2024                                                                | Stoccarda                                                                | Slovenia                                                                 | 1 – 1                                                                    | Danimarca                                                                | Euro 2024 - 1º turno                                                     | -                                                                        | 78’                                                                      |
| 20-6-2024                                                                | Francoforte sul Meno                                                     | Danimarca                                                                | 1 – 1                                                                    | Inghilterra                                                              | Euro 2024 - 1º turno                                                     | -                                                                        | 73’                                                                      |
| 25-6-2024                                                                | Monaco di Baviera                                                        | Danimarca                                                                | 0 – 0                                                                    | Serbia                                                                   | Euro 2024 - 1º turno                                                     | -                                                                        |                                                                          |
| 29-6-2024                                                                | Dortmund                                                                 | Germania                                                                 | 2 – 0                                                                    | Danimarca                                                                | Euro 2024 - Ottavi di finale                                             | -                                                                        | 60’                                                                      |
| 15-10-2024                                                               | San Gallo                                                                | Svizzera                                                                 | 2 – 2                                                                    | Danimarca                                                                | UEFA Nations League 2024-2025 - 1º turno                                 | -                                                                        | 86’                                                                      |
| 20-3-2025                                                                | Copenaghen                                                               | Danimarca                                                                | 1 – 0                                                                    | Portogallo                                                               | UEFA Nations League 2024-2025 - Quarti di finale                         | -                                                                        |                                                                          |
| 7-6-2025                                                                 | Copenaghen                                                               | Danimarca                                                                | 2 – 1                                                                    | Irlanda del Nord                                                         | Amichevole                                                               | -                                                                        |                                                                          |
| Totale                                                                   |                                                                          | Presenze                                                                 | 52                                                                       |                                                                          | Reti                                                                     | 11                                                                       |                                                                          |

| Cronologia completa delle presenze e delle reti in nazionale ― Danimarca under 21 | Cronologia completa delle presenze e delle reti in nazionale ― Danimarca under 21 | Cronologia completa delle presenze e delle reti in nazionale ― Danimarca under 21 | Cronologia completa delle presenze e delle reti in nazionale ― Danimarca under 21 | Cronologia completa delle presenze e delle reti in nazionale ― Danimarca under 21 | Cronologia completa delle presenze e delle reti in nazionale ― Danimarca under 21 | Cronologia completa delle presenze e delle reti in nazionale ― Danimarca under 21 | Cronologia completa delle presenze e delle reti in nazionale ― Danimarca under 21 |
| Data                                                                              | Città                                                                             | In casa                                                                           | Risultato                                                                         | Ospiti                                                                            | Competizione                                                                      | Reti                                                                              | Note                                                                              |
| --------------------------------------------------------------------------------- | --------------------------------------------------------------------------------- | --------------------------------------------------------------------------------- | --------------------------------------------------------------------------------- | --------------------------------------------------------------------------------- | --------------------------------------------------------------------------------- | --------------------------------------------------------------------------------- | --------------------------------------------------------------------------------- |
| 6-10-2017                                                                         | Aalborg                                                                           | Danimarca under 21                                                                | 5 – 2                                                                             | Georgia under 21                                                                  | Qual. Europeo Under-21 2019                                                       | -                                                                                 | 69’                                                                               |
| 11-9-2018                                                                         | Gargždai                                                                          | Lituania under 21                                                                 | 0 – 2                                                                             | Danimarca under 21                                                                | Qual. Europeo Under-21 2019                                                       | -                                                                                 |                                                                                   |
| 20-3-2019                                                                         | Slagelse                                                                          | Danimarca under 21                                                                | 3 – 2                                                                             | Belgio under 21                                                                   | Amichevole                                                                        | -                                                                                 | 46’                                                                               |
| 24-3-2019                                                                         | Brest                                                                             | Francia under 21                                                                  | 0 – 1                                                                             | Danimarca under 21                                                                | Amichevole                                                                        | -                                                                                 | 90+3’                                                                             |
| 12-6-2019                                                                         | Pola                                                                              | Croazia under 21                                                                  | 1 – 0                                                                             | Danimarca under 21                                                                | Amichevole                                                                        | -                                                                                 | 46’                                                                               |
| 16-6-2019                                                                         | Udine                                                                             | Danimarca under 21                                                                | 3 – 1                                                                             | Austria under 21                                                                  | Europeo Under-21 2019 - 1º turno                                                  | 2                                                                                 |                                                                                   |
| 22-6-2019                                                                         | Trieste                                                                           | Serbia under 21                                                                   | 1 – 3                                                                             | Danimarca under 21                                                                | Europeo Under-21 2019 - 1º turno                                                  | -                                                                                 |                                                                                   |
| Totale                                                                            |                                                                                   | Presenze                                                                          | 7                                                                                 |                                                                                   | Reti                                                                              | 2                                                                                 |                                                                                   |

## Palmarès

### Club

#### Competizioni nazionali
- Campionato belga: 1

Genk: 2018-2019
- Supercoppa del Belgio: 1

Genk: 2019